# Claude Antoine Willey
Claude Antoine Willey est un homme politique français né le 10 mars 1746 à Conflans (Haute-Saône) et mort le 7 février 1807 à Besançon (Doubs).

## Biographie
Avocat et bailli de la seigneurie de Saint-Loup avant la Révolution, il est élu député de la Haute-Saône au Conseil des Cinq-Cents le 23 vendémiaire an IV. Il sort de l'assemblée en l'an VI, et devient conseiller général sous l'Empire.

## Sources
- « Claude Antoine Willey », dans Adolphe Robert et Gaston Cougny, Dictionnaire des parlementaires français, Edgar Bourloton, 1889-1891 [détail de l’édition]